# Дашак, Зенон Алексеевич
Зенон Алексеевич Дашак (17 июля 1928, Стрый — 26 июня 1993, Львов) — украинский музыкант, композитор, ректор Львовской государственной консерватории имени Лысенко (1965—1992), заслуженный деятель искусств Украинской ССР (1970), профессор (1971), педагог, музыкальный и общественный деятель, основатель Украинской альтовой школы.

## Биография
Родился 17 июля 1928 года в городе Стрый (ныне Львовской области) в семье железнодорожника.
С 1946 по 1951 год учился в Львовской государственной консерватории имени Н. Лысенко в классе профессора Павла Макаренко; затем — в аспирантуре Киевской государственной консерватории имени П. Чайковского (1951—1954, ныне Национальная музыкальная академия Украины имени П. И. Чайковского), где защитил диссертацию на тему: «Камерно-инструментальные произведения и исполнительская деятельность Н. В. Лысенко». Остался работать в консерватории. Прошёл путь от старшего преподавателя, доцента — до заведующего кафедрой струнно-смычковых инструментов (1961) и проректора по учебной и научной работе (1963—1965). В то время в киевской консерватории работали выдающиеся деятели культуры Украины: Б. Лятошинский, Л. Ревуцкий, И. Паторжинский, Н. Рахлин, В. Стеценко, М. Донец, З. Гайдай, А. Пархоменко, А. Горохов, В. Червов, А. Манилов, Р. Лысенко и др.
В Киеве Зенон Дашак выступал в составе струнного квартета с музыкантами: А. Гороховым, С. Кравцовым и другими.
В 1965 году Зенона Дашака назначили на должность ректора Львовской государственной консерватории имени Н. Лысенко. В консерватории он создал струнный квартет, участниками которого кроме него были Александра Деркач, Богдан Каскив и Харит Колесса. С этим составом музыканты выступали на протяжении нескольких лет в городах СССР и за рубежом. Впоследствии в этом коллективе играли народная артистка Украины, профессор Лидия Шутко, музыканты Татьяна Шупьяна, Татьяна Сиротюк, лауреат Национальной премии имени Т. Г. Шевченко Юрий Ланюк. Партнёром в составе квинтета выступал пианист и народный артист Украины, профессор Олег Криштальский.
За время работы Дашака в должности ректора в консерватории проводились исполнительские конкурсы (Всесоюзные по специальностям скрипка, альт, контрабас, арфа; Всеукраинские конкурсы пианистов имени Н. Лысенко и дирижёров), научные конференции, совещания. Дашак был членом жюри всеукраинских и всесоюзных конкурсов, многочисленных международных: во Франции, Германии, Грузии, Румынии, Литве, где сотрудничал с музыкантами, такими, как: Л. Коган, А. Хачатурян, В. Борисовский, С. Зенакер, В. Тактакишвили, И. Безродный, М. Ростропович, С. Цинцадзе, А. Свешников, Ф. Дружинин, В. Дулова, В. Климов и др.
Зенон Дашак в разное время был председателем Львовского отделения общества «Украина», членом президиума Львовского фонда культуры, Общества украинского языка имени Т. Г. Шевченко и других.
С 1981 по 1993 год Дашак вёл во Львове педагогическую деятельность. Он возглавлял в консерватории кафедру струнно-смычковых инструментов (альт, виолончель, контрабас, арфа), воспитал более тридцати альтистов: Г. Фрейдина, И. Ферцера, Ю. Женчур, С. Калиновского, Д. Комонько и других.
Зенона Дашака считают основателем украинской альтовой школы, его выпускники работают в музыкальных учебных заведениях и концертно-театральных учреждениях в Украине и за её пределами. Педагог является автором более 40 работ по проблемам музыкального исполнительства, 15 сборников педагогического репертуара для скрипки и альта, сборников упражнений и этюдов, ряда обработок и переводов для альта; написал «Украинская сюита» и «Вариации» для скрипки (альта) и фортепиано.
Зенон Алексеевич Дашак скончался 26 июня 1993 года во Львове, похоронен в городе Стрый.

## Семья
Зенон Дашак был женат. Жена, Анна Юрьевна Дашак — заслуженная артистка Украины, писательница, певица, профессор Львовской государственной консерватории им. Н. Лысенко. Его сын Богдан — известный дирижер, работает во Львовской национальной музыкальной академии им. Н. Лысенко, дочь Ирина — пианистка, работает в Национальной музыкальной академии Украины им. П. Чайковского в Киеве, внук Евгений — пианист и кларнетист, работает там же.